# 康村碑楼
康村碑楼位于中国山西省运城市闻喜县畖底镇康村。

## 保护
2021年8月4日，康村碑楼公布为第六批山西省文物保护单位，古建筑类，年代为清，编号6-272。	